# Canthidium impressum
Canthidium impressum är en skalbaggsart som beskrevs av Antoine Boucomont 1928. Canthidium impressum ingår i släktet Canthidium och familjen bladhorningar. Inga underarter finns listade.